# سانهی، تایشان
سانهی، تایشان (به لاتین: Sanhe, Taishan) یک شهرک در جمهوری خلق چین است که در تایشان واقع شده‌است.
این شهرک در حدود ۱۱ کیلومتری (۶٫۸ مایل) جنوب غربی تایشان می‌باشد.

## خصوصیات
سانهی ۲۵۰ کیلومترمربع مساحت و ۴۷٬۷۹۰ نفر جمعیت دارد و ۴۴ متر بالاتر از سطح دریا واقع شده‌است.